# Serie A 2008/2009
Soutěžní ročník Serie A 2008/09 byl 107. ročník nejvyšší italské fotbalové ligy a 77. ročník od založení Serie A. Soutěž začala 30. srpna 2008 a skončila 31. května 2009. Účastnilo se jí opět 20 týmů z toho 17 se kvalifikovalo z minulého ročníku. Poslední tři týmy předchozího ročníku, jimiž byli Empoli FC, Parma FC a poslední tým ročníku – AS Livorno Calcio, sestoupily do druhé ligy. Opačným směrem putovaly AC ChievoVerona (vítěz druhé ligy), Bologna FC 1909 a US Lecce, která po obsazení 3. místa v ligové tabulce, zvítězila v play-off.
Titul v soutěži obhajoval opět FC Inter Milán, který v minulém ročníku získal již 16. prvenství v soutěži a třetí v řadě.

## Přestupy hráčů
| Jméno              | odkud                  | kam            | cena           |  |
| ------------------ | ---------------------- | -------------- | -------------- |  |
| Ricardo Quaresma   | FC Porto               | FC Inter Milán | 24 600 000 eur |  |
| Ronaldinho         | FC Barcelona           | AC Milán       | 24 150 000 eur |  |
| Amauri             | US Città di Palermo    | Juventus FC    | 22 800 000 eur |  |
| Alberto Gilardino  | AC Milán               | ACF Fiorentina | 14 000 000 eur |  |
| Andrea Barzagli    | US Città di Palermo    | VfL Wolfsburg  | 14 000 000 eur |  |
| Sulley Muntari     | Portsmouth FC          | FC Inter Milán | 14 000 000 eur |  |
| Mancini            | AS Řím                 | FC Inter Milán | 13 000 000 eur |  |
| Diego Milito       | Real Zaragoza          | Janov CFC      | 13 000 000 eur |  |
| Jérémy Ménez       | Paris Saint-Germain FC | AS Řím         | 12 000 000 eur |  |
| Juan Manuel Vargas | Calcio Catania         | ACF Fiorentina | 12 000 000 eur |  |

## Složení ligy v tomto ročníku
| Klub                | Město              | Stadión                             | Kapacita | Trenér                                                                                 | 2007/08          |
| ------------------- | ------------------ | ----------------------------------- | -------- | -------------------------------------------------------------------------------------- | ---------------- |
| Atalanta BC         | Bergamo            | Atleti Azzurri d'Italia             | 26 393   | Luigi Delneri                                                                          | 9.               |
| Bologna FC 1909     | Bologna            | Renato Dall'Ara                     | 39 444   | Daniele Arrigoni (do 3.11. 2008) Siniša Mihajlović (do 14.4. 2009) Giuseppe Papadopulo | Serie B          |
| Cagliari Calcio     | Cagliari           | Sant'Elia                           | 23 486   | Massimiliano Allegri                                                                   | 14.              |
| Calcio Catania      | Catania            | Angelo Massimino                    | 23 420   | Walter Zenga                                                                           | 17.              |
| ACF Fiorentina      | Florencie          | Artemio Franchi                     | 47 282   | Cesare Prandelli                                                                       | 4.               |
| Janov CFC           | Janov              | Luigi Ferraris                      | 36 685   | Gian Piero Gasperini                                                                   | 10.              |
| UC Sampdoria        | Janov              | Luigi Ferraris                      | 36 685   | Walter Mazzarri                                                                        | 6.               |
| US Lecce            | Lecce              | Via del Mare                        | 33 876   | Mario Beretta (do 9.3. 2009) Luigi De Canio                                            | Serie B          |
| AC Milán            | Milán              | Giuseppe Meazza                     | 80 074   | Carlo Ancelotti                                                                        | 5.               |
| FC Inter Milán      | Milán              | Giuseppe Meazza                     | 80 074   | José Mourinho                                                                          |                  |
| SSC Neapol          | Neapol             | San Paolo                           | 60 240   | Edoardo Reja (do 10.3. 2009) Roberto Donadoni                                          | 8.               |
| AS Řím              | Řím                | Olimpico                            | 72 700   | Luciano Spalletti                                                                      | Stříbrná medaile |
| SS Lazio            | Řím                | Olimpico                            | 72 700   | Delio Rossi                                                                            | 12.              |
| Turín FC            | Turín              | Olimpico Grande Torino              | 27 500   | Gianni De Biasi (do 8.12. 2008) Walter Novellino (do 24.3. 2009) Giancarlo Camolese    | 15.              |
| Juventus FC         | Turín              | Olimpico Grande Torino              | 27 500   | Claudio Ranieri (do 18.5. 2008) Ciro Ferrara                                           | Bronzová medaile |
| US Città di Palermo | Palermo            | Renzo Barbera                       | 37 242   | Stefano Colantuono (do 4.9. 2008) Davide Ballardini                                    | 11.              |
| Reggina Calcio      | Reggio di Calabria | Oreste Granillo                     | 27 454   | Nevio Orlandi (do 16.12. 2008) Giuseppe Pillon (do 25.1. 2009) Nevio Orlandi           | 16.              |
| AC Siena            | Siena              | Artemio Franchi – Montepaschi Arena | 15 373   | Marco Giampaolo                                                                        | 13.              |
| Udinese Calcio      | Udine              | Friuli                              | 41 652   | Pasquale Marino                                                                        | 7.               |
| AC ChievoVerona     | Verona             | Marc'Antonio Bentegodi              | 39 211   | Giuseppe Iachini (do 4.11. 2008) Domenico Di Carlo                                     | Serie B          |

## Tabulka
| Poř. | Tým                 | Z  | V  | R  | P  | VG | OG | B  |
| ---- | ------------------- | -- | -- | -- | -- | -- | -- | -- |
| 1.   | FC Inter Milán      | 38 | 25 | 9  | 4  | 70 | 32 | 84 |
| 2.   | Juventus FC         | 38 | 21 | 11 | 6  | 69 | 37 | 74 |
| 3.   | AC Milán            | 38 | 22 | 8  | 8  | 70 | 35 | 74 |
| 4.   | ACF Fiorentina      | 38 | 21 | 5  | 12 | 53 | 38 | 68 |
| 5.   | Janov CFC           | 38 | 19 | 11 | 8  | 56 | 39 | 68 |
| 6.   | AS Řím              | 38 | 18 | 9  | 11 | 64 | 61 | 63 |
| 7.   | Udinese Calcio      | 38 | 16 | 10 | 12 | 61 | 50 | 58 |
| 8.   | US Città di Palermo | 38 | 17 | 6  | 15 | 57 | 50 | 57 |
| 9.   | Cagliari Calcio     | 38 | 15 | 8  | 15 | 49 | 50 | 53 |
| 10.  | SS Lazio            | 38 | 15 | 5  | 18 | 46 | 55 | 50 |
| 11.  | Atalanta BC         | 38 | 13 | 8  | 17 | 45 | 48 | 47 |
| 12.  | SSC Neapol          | 38 | 12 | 10 | 16 | 43 | 45 | 46 |
| 13.  | UC Sampdoria        | 38 | 11 | 13 | 14 | 49 | 52 | 46 |
| 14.  | AC Siena            | 38 | 12 | 8  | 18 | 33 | 44 | 44 |
| 15.  | Calcio Catania      | 38 | 12 | 7  | 19 | 41 | 51 | 43 |
| 16.  | AC ChievoVerona     | 38 | 8  | 14 | 16 | 35 | 49 | 38 |
| 17.  | Bologna FC 1909     | 38 | 9  | 10 | 19 | 43 | 62 | 37 |
| 18.  | Turín FC            | 38 | 8  | 10 | 20 | 37 | 61 | 34 |
| 19.  | Reggina Calcio      | 38 | 6  | 13 | 19 | 30 | 62 | 31 |
| 20.  | US Lecce            | 38 | 5  | 15 | 18 | 37 | 67 | 30 |

Poznámky
- Z = Odehrané zápasy; V = Vítězství; R = Remízy; P = Prohry; VG = Vstřelené góly; OG = Obdržené góly; B = Body

|  | Mistr ligy a Přímý postup do Ligy mistrů 2009/10 |
|  | Přímý postup do Ligy mistrů 2009/10              |
|  | Postup do play-off Ligy mistrů 2009/10           |
|  | Postup do 4. předkola Evropské ligy UEFA 2009/10 |
|  | Postup do 3. předkola Evropské ligy UEFA 2009/10 |
|  | Sestup do Serie B 2009/10                        |

## Střelecká listina
.

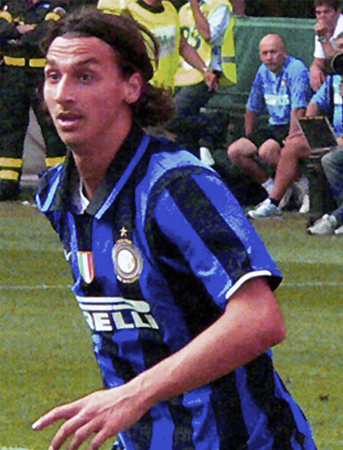
Nejlepší střelec Serie A 2008/09 - Zlatan Ibrahimović

Nejlepším střelcem tohoto ročníku Serie A se stal švédský útočník Zlatan Ibrahimović. Hráč FC Inter Milán vstřelil 25 branek.
| P. | Nár       | Hráč               | Tým                 | Branky |
| -- | --------- | ------------------ | ------------------- | ------ |
| 1. | Švédsko   | Zlatan Ibrahimović | FC Inter Milán      | 25     |
| 2. | Argentina | Diego Milito       | Janov CFC           | 24     |
| 2. | Itálie    | Marco Di Vaio      | Bologna FC 1909     | 24     |
| 4. | Itálie    | Alberto Gilardino  | ACF Fiorentina      | 19     |
| 5. | Brazílie  | Kaká               | AC Milán            | 16     |
| 6. | Brazílie  | Alexandre Pato     | AC Milán            | 15     |
| 7. | Itálie    | Robert Acquafresca | Cagliari Calcio     | 14     |
| 7. | Uruguay   | Edinson Cavani     | US Città di Palermo | 14     |
| 7. | Itálie    | Fabrizio Miccoli   | US Città di Palermo | 14     |

## Vítěz
| Serie A 2008/09 FC Inter Milán (17. titul) |